# (1472) Muonio
(1472) Muonio – planetoida z pasa głównego asteroid okrążająca Słońce w ciągu 3 lat i 124 dni w średniej odległości 2,23 au. Została odkryta 18 października 1938 roku w Obserwatorium Iso-Heikkilä w Turku przez Yrjö Väisälä. Nazwa planetoidy pochodzi od Muonio, jednej z głównych rzek Finlandii. Przed nadaniem nazwy planetoida nosiła oznaczenie tymczasowe (1472) 1938 UQ.